# Ronnie Barrett
Ronnie Barrett (Murfreesboro, 1954) è un imprenditore statunitense, è il fondatore della Barrett Firearms Manufacturing.
Nel 1982 ha fondato la Barrett Firearms Manufacturing ed è stato il primo realizzatore di un'arma calibro .50 per uso civile.